# Susanna Jones
Susanna Jones (Kingston upon Hull, 1967) è una scrittrice britannica.

## Biografia
Nata nel 1967 a Hull, è cresciuta a Hornsea, nell'East Riding of Yorkshire.
Ha studiato drammaturgia alla Royal Holloway e, interessatasi alla cultura giapponese e al Nō, ha vissuto alcuni anni in Giappone, conseguendo un M.A. in scrittura creativa all'Università di Manchester.
Ha esordito nella narrativa nel 2001 con Dove la terra trema, vincendo il CWA New Blood Dagger. In seguito ha pubblicato altri 3 romanzi.
Insegnante di scrittura dal 2003 al 2005 all'Università di Exeter, vive e lavora a Brighton.

## Opere principali

### Romanzi
- Dove la terra trema (The Earthquake Bird), Milano, Mondadori, 2001 traduzione di Katia Bagnoli ISBN 88-04-48857-3.
- Water Lily (2003)
- The Missing Person's Guide to Love (2007)
- When Nights Were Cold (2012)

## Premi e riconoscimenti
- John Llewellyn Rhys Prize: 2001 vincitrice con Dove la terra trema[6]
- CWA New Blood Dagger: 2001 vincitrice con Dove la terra trema
- Betty Trask Award: 2002 vincitrice con Dove la terra trema[7]